# Provinz Hernando Siles
Hernando Siles ist eine Provinz im östlichen Teil des Departamento Chuquisaca im südamerikanischen Anden-Staat Bolivien.
Die Provinz trägt ihren Namen zu Ehren von Hernando Siles Reyes (1882–1942), einem bolivianischen Politiker, der von 1926 bis 1930 Staatspräsident des Landes war.

## Lage
Die Provinz ist eine von zehn Provinzen im Departamento Chuquisaca. Sie grenzt im Nordwesten an die Provinz Tomina, im Westen an die Provinz Azurduy, die Provinz Nor Cinti und die Provinz Sud Cinti, im Süden an das Departamento Tarija, und im Osten an die Provinz Luis Calvo.
Die Provinz erstreckt sich etwa zwischen 19° 28' und 21° 00' südlicher Breite und 63° 47' und 64° 20' westlicher Länge, ihre Ausdehnung von Westen nach Osten beträgt 45 Kilometer, von Norden nach Süden 165 Kilometer.

## Bevölkerung
Die Einwohnerzahl der Provinz Hernando Siles ist in den vergangenen drei Jahrzehnten um gut zehn Prozent zurückgegangen:
| Jahr | Einwohner | Quelle       |
| ---- | --------- | ------------ |
| 1992 | 35 255    | Volkszählung |
| 2001 | 36 511    | Volkszählung |
| 2012 | 32 398    | Volkszählung |
| 2024 | 31 688    | Volkszählung |

47,1 Prozent der Bevölkerung sind jünger als 15 Jahre, der Alphabetisierungsgrad in der Provinz beträgt 66,3 Prozent. (1992)
98,2 Prozent der Bevölkerung sprechen Spanisch, 11,3 Prozent Quechua, 0,3 Prozent Aymara, und 12,3 Prozent andere indigene Sprachen. (1992)
82,2 Prozent der Bevölkerung haben keinen Zugang zu Elektrizität, 80,5 Prozent leben ohne sanitäre Einrichtung (1992).
93,2 Prozent der Einwohner sind katholisch, 4,1 Prozent sind evangelisch (1992).

## Gliederung
Die Provinz Hernando Siles gliederte sich bei der letzten Volkszählung von 2024 in die folgenden beiden Verwaltungsbezirke (bolivianisch „Municipios“):
- 01-0501 Municipio Monteagudo – 24.487 Einwohner (2024)
- 01-0502 Municipio Huacareta – 7.201 Einwohner (2024)

## Ortschaften in der Provinz Hernando Siles
- Municipio Monteagudo
  - Monteagudo 9135 Einw. – Candua 2308 Einw. – San Miguel de las Pampas 654 Einw. – San Miguel del Bañado 538 Einw. – San Juan del Piraí 459 Einw.

- Municipio Huacareta
  - Huacareta 1524 Einw. – Ñacamiri 406 Einw. – Uruguay 369 Einw. – Rosario del Ingre 306 Einw. – Añimbo 186 Einw.